# Trichonta fragilis
Trichonta fragilis är en tvåvingeart som beskrevs av Gagne 1981. Trichonta fragilis ingår i släktet Trichonta och familjen svampmyggor. Enligt den finländska rödlistan är arten otillräckligt studerad i Finland. Arten är reproducerande i Sverige. Inga underarter finns listade i Catalogue of Life.